# Torbern Olof Bergman

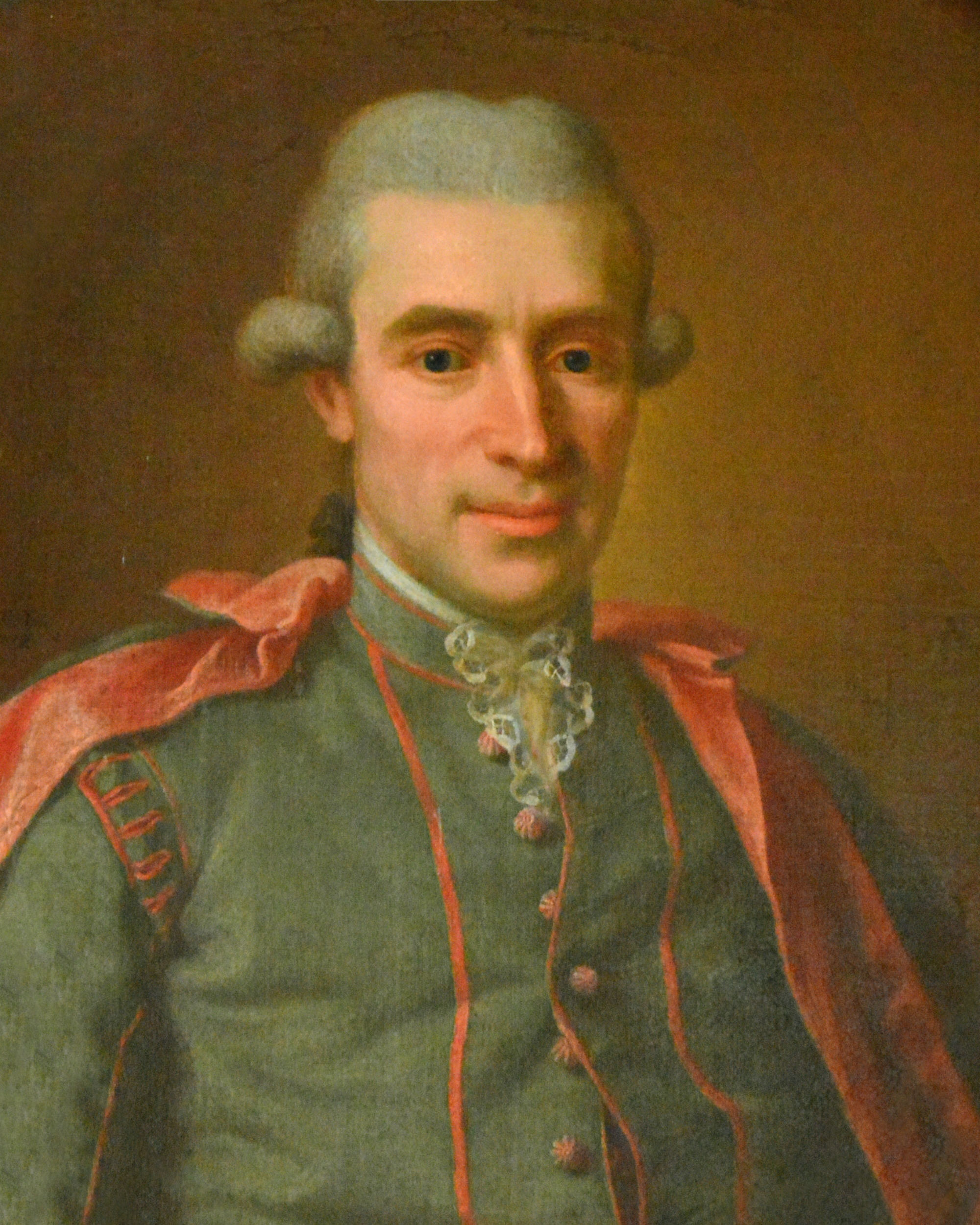
Torbern Olof Bergman

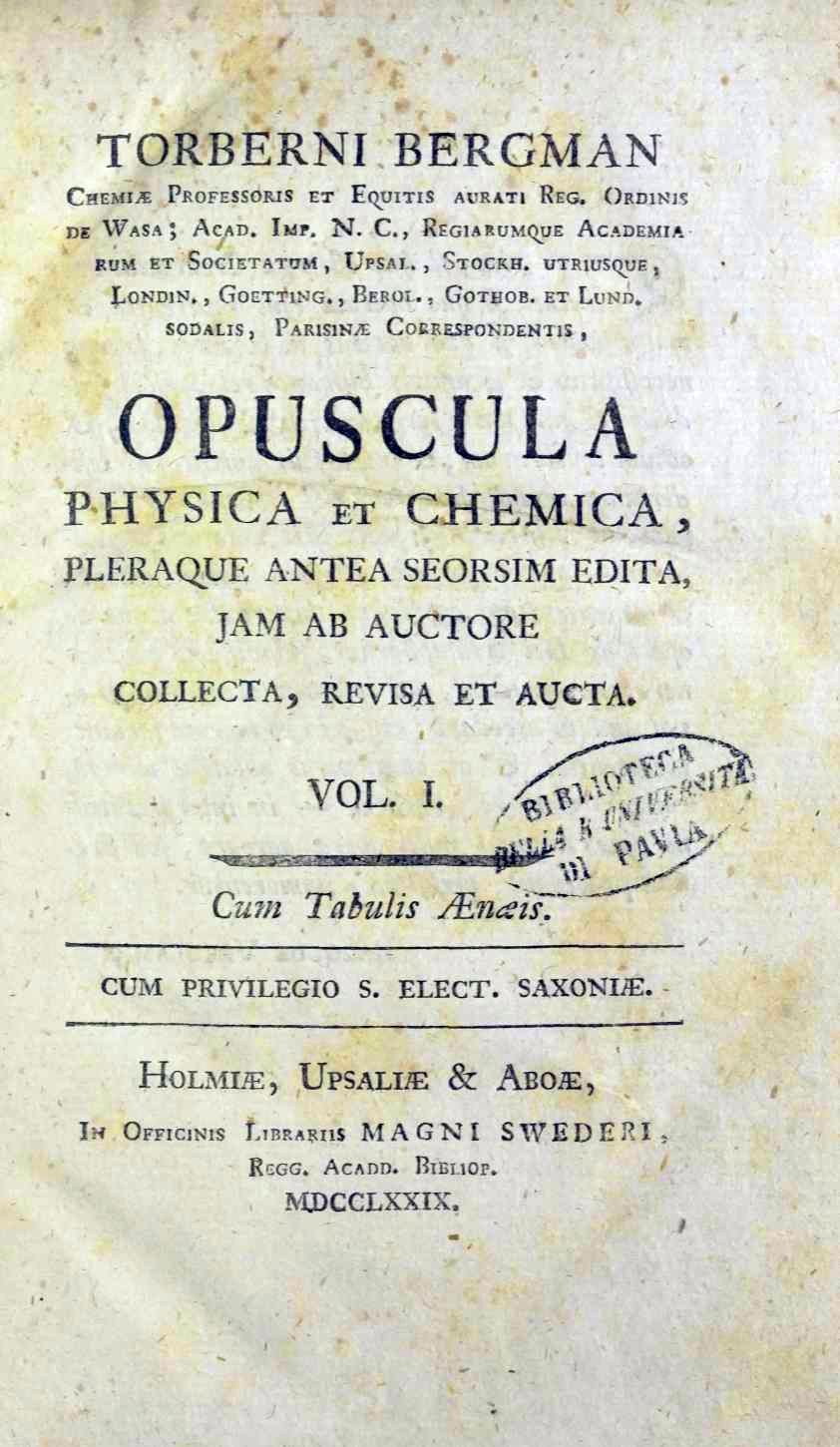
Opuscula physica et chemica, 1779

Torbern Olof Bergman (* 20. März 1735 in Låstad, Västergötland; † 8. Juli 1784 in Medevi, heute Teil der Gemeinde Motala) war ein schwedischer Chemiker und Mineraloge.

## Leben und Wirken
Bergman studierte an der Universität Uppsala, wo er 1758 Dozent für Physik wurde, 1767 Professor für Chemie und Pharmakologie (als Nachfolger von Johan Gottschalk Wallerius). 1771 und 1779 amtierte er als Rektor der Universität.
Bergman unterschied als erster zwischen organischen und anorganischen Stoffen. Er gilt als Begründer der analytischen Chemie.

## Ehrungen
1764 wurde Bergman Mitglied der Königlich Schwedischen Akademie der Wissenschaften und der Leopoldina, 1765 der Royal Society in London, 1772 der Königlichen Gesellschaft der Wissenschaften in Uppsala und 1778 der Göttinger Akademie der Wissenschaften. Seit 1776 war er Mitglied der Académie des sciences.
Nach ihm sind das Uranmineral Torbernit, der Asteroid (29307) Torbernbergman und der Krater Bergman auf dem Mond benannt.

## Schriften (Auswahl)
- Physick Beskrifning Ofver Jordklotet. 1766 (Physikalische Beschreibung der Erdkugel).
- Disquisitio de Attractionibus Electivis. 1775 (Abhandlung über Verwandtschaftskräfte).
- De analysi aquarum. Edman, Uppsala 1778 (Digitalisat) – Dissertation von Johan Peter Scharenberg (1759–1800).
- Opuscula physica, chemica et mineralogica. 1779–1781.
  - Neue Auflage: 6 Bände, Stockholm / Uppsala / Turku 1779–1790 (Digitalisat) – herausgegeben durch Ernst Benjamin Gottlieb Hebenstreit.
- Sciagraphia regni mineralis. Leipzig 1782 (Digitalisat).
- Physikalische Beschreibung der Erdkugel. 3. Auflage, übersetzt von Lampert Hinrich Röhl, A. F. Röse, Greifswald 1791

Seine Dissertationen und Erinnerungen wurden in den Opuscula gedruckt. Sie wurden mit I-LXXII nummeriert, jedoch nicht in der Reihenfolge der Veröffentlichungen.
Zeitschriftenbeiträge
- A letter to Mr. Benjamin Wilson, F. R. S. concerning electricity. In: Philosophical Transactions. Band 51, 1759, S. 907–909 (doi:10.1098/rstl.1759.0082, JSTOR:105426).
- An account of the observations made on the same transit at Upsal in Sweden: in a letter to Mr. Benjamin Wilson, F. R. S. In: Philosophical Transactions. Band 52, 1761, S. 227–230 (doi:10.1098/rstl.1761.0044, JSTOR:105381).
- Observations on Aurorae boreales in Sweden: In a letter to Mr. Benjamin Wilson, F. R. S. In: Philosophical Transactions. Band 52, 1761, S. 479–486 (doi:10.1098/rstl.1761.0078, JSTOR:105426).
- Observations in electricity and on a thunder-storm: In a letter […] to Mr. Benjamin Wilson, F. R. S. Acad. Reg. Upsal. Soc. In: Philosophical Transactions. Band 53, 1763, S. 97–100 (doi:10.1098/rstl.1763.0023, JSTOR:105711).
- A letter containing some experiments in electricity, to Mr. Benjamin Wilson, F. R. S. In: Philosophical Transactions. Band 54, 1764, S. 84–88 (doi:10.1098/rstl.1764.0015, JSTOR:105529).